# William McAleer
William McAleer (* 6. Januar 1838 im County Tyrone, Vereinigtes Königreich; † 19. April 1912 in Philadelphia, Pennsylvania) war ein US-amerikanischer Politiker. Zwischen 1891 und 1901 vertrat er zweimal den Bundesstaat Pennsylvania im US-Repräsentantenhaus.

## Werdegang
Im Jahr 1851 kam der im heutigen Nordirland geborene William McAleer mit seinen Eltern nach Philadelphia, wo er sowohl öffentliche als auch private Schulen besuchte. Zehn Jahre später wurde er Teilhaber der im Mehlhandel tätigen Firma John McAleer & Sons, die sein Vater und seine Brüder betrieben. Gleichzeitig schlug er als Mitglied der Demokratischen Partei eine politische Laufbahn ein. Zwischen 1871 und 1873 gehörte er dem Stadtrat von Philadelphia an. Er war außerdem Präsident der Organisation Friendly Sons of St. Patrick, die sich um die Einwanderer in die Vereinigten Staaten kümmerte. McAleer gehörte zwischen 1873 und 1898 auch dem  Board of Guardians of the Poor an, der sich für die Bedürftigen einsetzte. Er wurde im Lauf der Zeit Präsident dieses Gremiums. Im Jahr 1880 wurde er Direktor bei der Handelskammer in Philadelphia. Zwischen 1886 und 1890 saß er im Senat von Pennsylvania.
Bei den Kongresswahlen des Jahres 1890 wurde McAleer im zweiten Wahlbezirk von Pennsylvania in das US-Repräsentantenhaus in Washington, D.C. gewählt, wo er am 4. März 1891 die Nachfolge von Richard Vaux antrat. Nach einer Wiederwahl als unabhängiger Kandidat konnte er bis zum 3. März 1985 zwei Legislaturperioden im Kongress absolvieren. Im Jahr 1894 wurde er nicht wiedergewählt. 1896 wurde er erneut als Demokrat im zweiten Distrikt seines Staates in den Kongress gewählt, wo er am 4. März 1897 den Republikaner Frederick Halterman ablöste, der zwei Jahre zuvor sein Nachfolger geworden war. Nach einer Wiederwahl konnte er bis zum 3. März 1901 im Repräsentantenhaus verbleiben. In diese Zeit fiel der Spanisch-Amerikanische Krieg von 1898. Im Jahr 1900 wurde er nicht wiedergewählt.
Nach dem Ende seiner Zeit im US-Repräsentantenhaus nahm William McAleer seine früheren Tätigkeiten wieder auf. Er starb am 19. April 1912 in Germantown, einem Stadtteil von Philadelphia.